# Бобан Ђоровић
Бобан Ђоровић (Крагујевац, 14. септембар 1969) је бригадни генерал Војске Србије. Тренутни је ректор Универзитета одбране Србије.

## Биографија

### Образовање
- Високе студије безбедности и одбране, Универзитет одбране 2012. године.
- Докторат из војнотехничких наука, Војна академија, 2003. године.
- Магистарске студије, Војнотехничка академија, 1999. године.
- Војнотехничка академија (смер саобраћајне службе) 1993. године.

## Досадашње дужности
- 2014-2022 Проректор за квалитет и развој Универзитета одбране
- 2010-2014 Продекан Војне академије
- 2006-2010 Продекан за планирање и организацију наставе Војне академије
- 2004-2006 Начелник Катедре саобраћаја Војне академије
- 2003-2004 Наставник у Катедри саобраћаја Војне академије
- 1998-2003 Сарадник у Катедри саобраћаја Војне академије
- 1995-1998 Командир вода класе студената саобраћајне службе Војнотехничке академије
- 1993-1995 Командир вода за обуку питомаца у 125. саобраћајно аутомобилском наставном центру у Краљеву